# چندربهان منشی
چاندرا بهان برهمن(درگذشت ۱۰۶۸ یا ۱۰۷۳) اهل لاهور و متخلص به برهمن از منشیان، خوشنویسان و شعرا و نثرنویسان ممتاز هندوی پارسی‌گوی سده یازدهم هجری در هندوستان است. چندربهان برهمن شاگرد ملا عبدالکریم و منشی افضل خان ملا شکرالله شیرازی، وقایع‌نویس حضور و منشی شاه جهان و شاهزاده دارا شکوه بود که رقعات، منشآت و انشاء فراوان دارد.
چندربهان برهمن یکی از شاعران توانا و نثرنویسی یگانه و از منشیان معروف دوره شاه‌جهان، امپراتور بزرگ گورکانی هند و سازنده بنای زیبای تاج محل بود. از آثار او معلوم می‌شود که با نویسندگان و شاعران همدوره خود ارتباط خوبی داشته و با آنان نامه و پیام ردّ و بدل می‌کرده‌است.

## زندگی
منشی چندر بهان برهمن، پسر «دهرم داس»، در خانواده‌ای برهمن، در لاهور به دنیا آمد. تحصیلات ابتدایی را، پیش عبدالحکیم سیالکوتی آموخت. بس از آن، ملازم میر عبدالکریم، میرعمارت لاهور شد. سپس به ملازمت افضل خان علامی، وزیر کل، درآمد. بعد از مرگ علامی، برر اثر وساطت شاهزاده داراشکوه، به دربار شاه جهان راه یافت و به کار دبیری و واقعه‌نویسی پرداخت.
شعر و خط شکسته او، مورد تقدیر شاه جهان بود. داراشکوه نیز، سبک تحریر برهمن را بسیار دوست می‌داشت. از آن جایی که وی گروهی از علمای هندو را برای ترجمه آثار عرفانی و فلسفی هند در خدمت داشت، برهمن را نیز به دربار خود برد و دبیر خاص خود کرد.
برهمن، بعد از عصیان اورنگ زیب بر پدر و کشتن شاهزاده داراشکوه، به بنارس رفت و گوشه نشینی برگزید. بالاخره در سال ۱۰۷۳ ه‍. ق درگذشت. درگذشت او در مرآت جهان نما ۱۰۶۸ و در کتاب شمع انجمن سال ۱۰۷۳ ه‍. ق ثبت شده‌است.

## خوشنویسی
چندربهان در خط نستعلیق و شکسته مهارت داشت و منشی دربار شاه‌جهان و شاهزاده دارا شکوه بود. او در نستعلیق شاگرد عبدالرشید دیلمی و در خط شکسته شاگرد کفایت خان بود که همراه با او خط شکسته را در شبه قاره هند به کمال رساند. غلام محمد هفت قلمی گفته که مشق و قطعات او را توده توده دیده است.

## تألیفات
از برهمن، تألیفات بسیار ارزنده‌ای به جا مانده که می‌توان از «دیوان برهمن»، «چهار چمن»، «منشأت برهمن»، «تحفةالانوار» و «گلدسته» نام برد. منشآت او تحت عنوان منشآت برهمن با تصحیح و تحشیه شریف حسین قاسمی و وقارالحسن صدیقی توسط کتابخانه رضا رامپور در ۲۰۰۵م در رامپور هند به زبان فارسی منتشر شده‌است.

## زبان ادبی
چندر بهان برهمن، در شعر، زبانی ساده دارد. اشعارش دارای مضامین عشق، محبت، تصوف و مسایل وحدت الوجود است که با لحنی عارفانه بیان شده‌است. دیوان وی شامل غزلیات و رباعیات است.
نمونه‌هایی از شعر چندر بهان برهمن:
بانی خانه و بت خانه و می خانه یکیست
خانه بسیار ولی صاحب هر خانه یکیست
بنای قصر جهان را ثبات ممکن نیست
به جز اساس محبت که دیر بنیادست
گل یکی، خار یکی، شاخ یکی، تاک یکی است
نزد ارباب نظر هر خس و خاشاک یکی است
مرا دلی ست به کفر آشنا که چندین بار
به کعبه بردم و بازش برهمن آوردم
دل درختی است عشق پرورده
از محبت همیشه بارور است